# EC 2.4.1
La EC 2.4.1 è una sotto-sottoclasse della classificazione EC relativa agli enzimi. Si tratta di una sottoclasse delle transferasi, la exosiltransferasi, un tipo di glicosiltransferasi che catalizza il trasferimento di un esoso.

## Enzimi appartenenti alla sotto-sottoclasse
| numero EC    | nome accettato                                                                             |
| ------------ | ------------------------------------------------------------------------------------------ |
| EC 2.4.1.1   | fosforilasi                                                                                |
| EC 2.4.1.2   | dextrina dextranasi                                                                        |
| EC 2.4.1.3   | cancellato, incluso in EC 2.4.1.25                                                         |
| EC 2.4.1.4   | amilosucrasi                                                                               |
| EC 2.4.1.5   | dextransucrasi                                                                             |
| EC 2.4.1.6   | cancellato                                                                                 |
| EC 2.4.1.7   | saccarosio fosforilasi                                                                     |
| EC 2.4.1.8   | maltosio fosforilasi                                                                       |
| EC 2.4.1.9   | inulosucrasi                                                                               |
| EC 2.4.1.10  | levansucrasi                                                                               |
| EC 2.4.1.11  | glicogeno(amido) sintasi                                                                   |
| EC 2.4.1.12  | cellulosa sintasi (genera UDP)                                                             |
| EC 2.4.1.13  | saccarosio sintasi                                                                         |
| EC 2.4.1.14  | saccarosio-fosfato sintasi                                                                 |
| EC 2.4.1.15  | alfa,alfa-trealosio-fosfato sintasi (genera UDP)                                           |
| EC 2.4.1.16  | chitina sintasi                                                                            |
| EC 2.4.1.17  | glucuronosiltransferasi                                                                    |
| EC 2.4.1.18  | 1,4-alfa-glucano enzima ramificante                                                        |
| EC 2.4.1.19  | ciclomaltodestrina glucanotransferasi                                                      |
| EC 2.4.1.20  | cellobiosio fosforilasi                                                                    |
| EC 2.4.1.21  | amido sintasi                                                                              |
| EC 2.4.1.22  | lattosio sintasi                                                                           |
| EC 2.4.1.23  | sfingosina beta-galattosiltransferasi                                                      |
| EC 2.4.1.24  | 1,4-alfa-glucano 6-alfa-glucosiltransferasi                                                |
| EC 2.4.1.25  | 4-alfa-glucanotransferasi                                                                  |
| EC 2.4.1.26  | DNA alfa-glucosiltransferasi                                                               |
| EC 2.4.1.27  | DNA beta-glucosiltransferasi                                                               |
| EC 2.4.1.28  | glucosil-DNA beta-glucosiltransferase                                                      |
| EC 2.4.1.29  | cellulosa sintasi (forma GDP)                                                              |
| EC 2.4.1.30  | 1,3-beta-oligoglucano fosforilasi                                                          |
| EC 2.4.1.31  | laminaribiosio fosforilasi                                                                 |
| EC 2.4.1.32  | glucomannano 4-beta-mannosiltransferasi                                                    |
| EC 2.4.1.33  | alginato sintasi                                                                           |
| EC 2.4.1.34  | 1,3-beta-glucano sintasi                                                                   |
| EC 2.4.1.35  | fenolo beta-glucosiltransferasi                                                            |
| EC 2.4.1.36  | alfa,alfa-trealosio-fosfato sintasi (GDP-formante)                                         |
| EC 2.4.1.37  | fucosilgalattoside 3-alfa-galattosiltransferasi                                            |
| EC 2.4.1.38  | beta-N-acetilglucosaminilglicopeptide beta-1,4-galattosiltransferasi                       |
| EC 2.4.1.39  | steroide N-acetilglucosaminiltransferasi                                                   |
| EC 2.4.1.40  | glicoproteina-fucosilgalattoside alfa-N-acetilgalattosaminiltransferasi                    |
| EC 2.4.1.41  | polipeptide N-acetilgalattosaminiltransferasi                                              |
| EC 2.4.1.42  | cancellato, incluso in EC 2.4.1.17                                                         |
| EC 2.4.1.43  | poligalatturonato 4-alfa-galatturonosiltransferasi                                         |
| EC 2.4.1.44  | lipopolisaccaride 3-alfa-galattosiltransferasi                                             |
| EC 2.4.1.45  | 2-idrossiacilsfingosina 1-beta-galattosiltransferasi                                       |
| EC 2.4.1.46  | monogalattosildiacilglicerolo sintasi                                                      |
| EC 2.4.1.47  | N-acilsfingosina galattosiltransferasi                                                     |
| EC 2.4.1.48  | eteroglicano alfa-mannosiltransferasi                                                      |
| EC 2.4.1.49  | cellodextrina fosforilasi                                                                  |
| EC 2.4.1.50  | procollageno galattosiltransferasi                                                         |
| EC 2.4.1.51  | UDP-N-acetilglucosammina-glicoproteina N-acetilglucosaminiltransferasi                     |
| EC 2.4.1.52  | poli(glicerolo-fosfato) alfa-glucosiltransferasi                                           |
| EC 2.4.1.53  | poli(ribitolo-fosfato) beta-glucosiltransferasi                                            |
| EC 2.4.1.54  | undecaprenil-fosfato mannosiltransferasi                                                   |
| EC 2.4.1.55  | teicoic-acid sintasi                                                                       |
| EC 2.4.1.56  | lipopolisaccaride N-acetilglucosaminiltransferasi                                          |
| EC 2.4.1.57  | fosfatidilinositolo alfa-mannosiltransferasi                                               |
| EC 2.4.1.58  | lipopolisaccaride glucosiltransferasi I                                                    |
| EC 2.4.1.59  | UDPglucuronato-estradiolo glucuronosiltransferasi                                          |
| EC 2.4.1.60  | abequosiltransferasi                                                                       |
| EC 2.4.1.61  | UDPglucuronato-estriolo 16alfa-glucuronosiltransferasi                                     |
| EC 2.4.1.62  | ganglioside galattosiltransferasi                                                          |
| EC 2.4.1.63  | linamarina sintasi                                                                         |
| EC 2.4.1.64  | alfa,alfa-trealosio fosforilasi                                                            |
| EC 2.4.1.65  | 3-galattosil-N-acetilglucosaminide 4-alfa-L-fucosiltransferasi                             |
| EC 2.4.1.66  | procollageno glucosiltransferasi                                                           |
| EC 2.4.1.67  | galattinolo-raffinosio galattosiltransferasi                                               |
| EC 2.4.1.68  | glicoproteina 6-alfa-L-fucosiltransferasi                                                  |
| EC 2.4.1.69  | galattoside 2-alfa-L-fucosiltransferasi                                                    |
| EC 2.4.1.70  | poli(ribitolo-fosfato) N-acetilglucosaminil-transferasi                                    |
| EC 2.4.1.71  | arilammina glucosiltransferasi                                                             |
| EC 2.4.1.72  | 1,4-beta-xilano sintasi                                                                    |
| EC 2.4.1.73  | lipopolisaccaride glucosiltransferasi II                                                   |
| EC 2.4.1.74  | glicosaminoglicano galattosiltransferasi                                                   |
| EC 2.4.1.75  | UDP-galatturonosiltransferasi                                                              |
| EC 2.4.1.76  | UDPglucuronato-bilirubina glucuronosiltransferasi                                          |
| EC 2.4.1.77  | UDPglucuronato-bilirubina-glucuronoside glucuronosiltransferasi                            |
| EC 2.4.1.78  | fosfopoliprenolo glucosiltransferasi                                                       |
| EC 2.4.1.79  | globotriaosilceramide 3-beta-N-acetilgalattosaminiltransferasi                             |
| EC 2.4.1.80  | ceramide glucosiltransferasi                                                               |
| EC 2.4.1.81  | flavone 7-O-beta-glucosiltransferasi                                                       |
| EC 2.4.1.82  | galattinolo-saccarosio galattosiltransferasi                                               |
| EC 2.4.1.83  | dolichil-fosfato beta-D-mannosiltransferasi                                                |
| EC 2.4.1.84  | UDPglucuronato-1,2-diacilglicerolo glucuronosiltransferasi                                 |
| EC 2.4.1.85  | cianoidrina beta-glucosiltransferasi                                                       |
| EC 2.4.1.86  | glucosaminilgalattosilglucosilceramide beta-galattosiltransferasi                          |
| EC 2.4.1.87  | N-acetillattosaminide 3-alfa-galattosiltransferasi                                         |
| EC 2.4.1.88  | globoside alfa-N-acetilgalattosaminiltransferasi                                           |
| EC 2.4.1.89  | galattosilglucosaminilgalattosilglucosilceramide alfa-L-fucosiltransferasi                 |
| EC 2.4.1.90  | N-acetillattosammina sintasi                                                               |
| EC 2.4.1.91  | flavonolo 3-O-glucosiltransferasi                                                          |
| EC 2.4.1.92  | (N-acetilneuraminil)-galattosilglucosilceramide N-acetilgalattosaminiltransferasi          |
| EC 2.4.1.93  | inulina fruttotransferasi (depolimerizing difruttofuranosio-1,2':2,3'-dianidride-formante) |
| EC 2.4.1.94  | proteina N-acetilglucosaminiltransferasi                                                   |
| EC 2.4.1.95  | bilirubina-glucuronoside glucuronosiltransferasi                                           |
| EC 2.4.1.96  | sn-glicerolo-3-fosfato 1-galattosiltransferasi                                             |
| EC 2.4.1.97  | 1,3-beta-D-glucano fosforilasi                                                             |
| EC 2.4.1.98  | UDPgalattosio-N-acetilglucosammina beta-D-galattosil-transferasi                           |
| EC 2.4.1.99  | saccarosio:saccarosio fruttosiltransferasi                                                 |
| EC 2.4.1.100 | 2,1-fruttano:2,1-fruttano 1-fruttosiltransferasi                                           |
| EC 2.4.1.101 | alfa-1,3-mannosil-glicoproteina 2-beta-N-acetilglucosaminiltransferasi                     |
| EC 2.4.1.102 | beta-1,3-galattosil-O-glicosil-glicoproteina beta-1,6-N-acetilglucosaminiltransferasi      |
| EC 2.4.1.103 | alizarina 2-beta-glucosiltransferasi                                                       |
| EC 2.4.1.104 | o-diidrossicoumarina 7-O-glucosiltransferasi                                               |
| EC 2.4.1.337 | 1,2-diacilglicerol 3-glucosiltransferasi                                                   |